# スタニスラフ・チェチェク
スタニスラフ・チェチェク（Stanislav Čeček，1886年11月13日 - 1930年5月29日）は、オーストリア＝ハンガリー帝国、チェコスロバキアの軍人。
チェコ軍団ペンザ・グループの指揮官を務め、帰国後は陸軍副参謀長などを歴任。最終階級は中将。

## 生涯

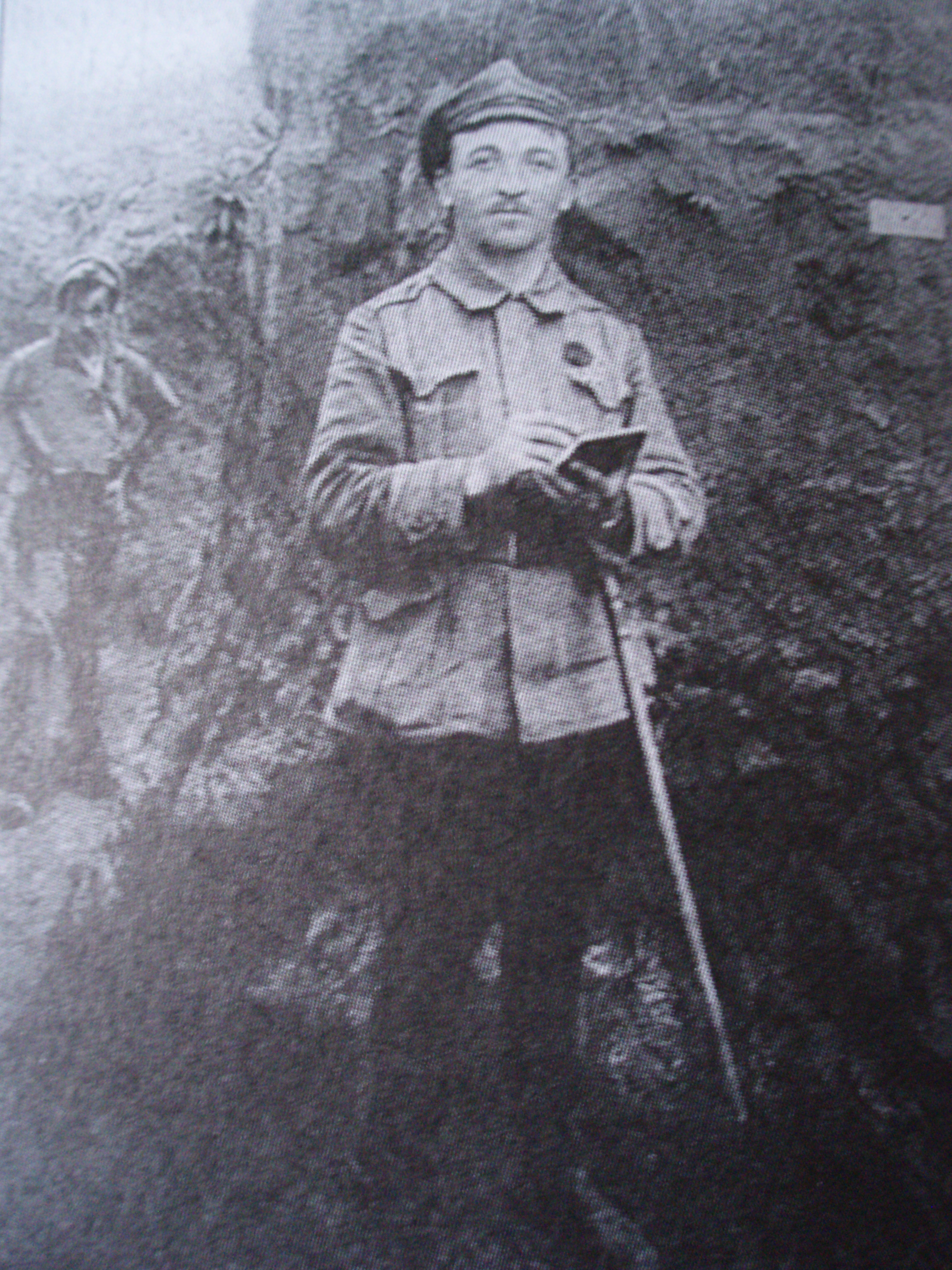

中央ボヘミア州ベネショフ郡リスノ出身。
当初、オーストリア＝ハンガリー帝国陸軍で第一次世界大戦に従軍し、その後ロシア軍に投降した。1916年末～1917年、ウクライナに滞在。
1918年5月20日、チェリャビンスクのチェコ軍団代表会議に出席し、分散した各グループの行動の調整、現地白軍組織との関係樹立のために3人から成る軍事会議に加わった。5月28日、ペンザでボリシェヴィキに対して反乱を起こし、スィズラニに進軍した。6月8日、中尉としてサマラのソビエト権力の打倒に参加し、白軍によるサマラの統治と東方での攻勢の必要性を表明した。その後、大尉に昇進し、チェコ軍団の援助によりウファが奪取された。7月初め、サマラに戻り、大佐として第1チェコスロバキア師団長となった。チェチェクの指揮の下、7月6日、ペンザ・グループはチェリャビンスク・グループと合流した。
この間、ヅヴォロフの戦い（1912年7月1日～2日）、バーフマチの戦い（1918年3月8日～13日）を指揮。
シンビルスクで白軍運動を組織し、チェコ軍団最大のペンザ・グループ（第1、第4狙撃連隊、第1予備連隊、第1砲兵旅団、工兵中隊。8千人）の司令官となり、セルドブスク－バラシェフ－ペンザ地区に展開した。7月17日、人民軍全軍とオレンブルク及びウラル・コサック軍の動因部隊の総司令官に任命。7月中旬からヴォルガ戦線司令官、8月30日から1919年1月まで人民軍司令官。チェチェクに指揮下に作戦本部（ヴォルガ戦線司令官本部）が設置された。カザンの奪取問題に関して、増援を待つことを主張したため、カペリと仲違いし、また、人民軍のロシア指導部とも緊張関係となった。
1918年9月、少将に昇任し、1920年まで在シベリア・チェコ国家会議の指導者となった。10月、ウラジオストクに到着。この頃までに、チェコ軍団将兵は、戦いに倦み、祖国への帰還を願い始め、チェチェクの影響力は低下し始めた。1919年1月～1920年9月、在シベリア・チェコスロバキア軍集団司令官。1920年9月、チェコスロバキアに帰国。
12月より翌年10月まで陸軍副参謀長を務めたのち、フランスのサン・シール陸軍士官学校に留学。1923年卒業。
帰国後は国防省航空部長に就任。またプラハでトマーシュ・マサリクのボランティア団体の設立に携わった。1924年10月、中将に昇任、大統領府軍事部長に就任した。1929年、チェスケー・ブジェヨヴィツェを管轄する第5師団長に就任。空港の建設を計画するなど同市の発展に寄与したが、ロシアでの古傷が悪化し1930年5月29日死去。享年43。